# 姚克 (1905年)
姚克（1905年1月24日—1991年12月18日），原名姚志伊，字莘農，生于福建厦门。中国近代作家、戏曲家。

## 生平

### 早年与教育经历
清光绪三十年十二月十九（1905年1月24日），姚克出生于福建省兴泉永道泉州府（今福建省厦门市），其父姚文倬为清末进士，时任福建兴泉永道道员补福建提学。辛亥革命后，姚文倬返回原籍，由于姚克母亲是苏州人，姚克自七岁起在苏州生活，大学也就读于苏州的东吴大学。
大学期间，姚克因课余爱好戏剧而组织了戏剧社团「东吴剧社」，师从戏曲家吴梅。1931年夏天，姚克大学毕业，担任了一段时间的东吴大学附中英文代课老师，后前往上海。

### 结识鲁迅
来到上海后，姚克曾为《字林西報》、《密勒氏評論報》等英文报刊攥稿，期间结识了埃德加·斯诺，两人决定将鲁迅的作品译为英文。1932年12月4日，姚克开始尝试写信联系鲁迅。1933年3月7日，姚克首次与鲁迅会面，商议鲁迅作品的英文翻译。此后双方交往频繁，姚克也多次在鲁迅日记中被提及。
1936年10月，在姚克的协助下，由埃德加·斯诺编译的中国短篇小说集《Living China: modern Chinese short stories》由英国伦敦乔治·哈拉普出版社以及美国约翰·戴公司出版，该书的第一部分收录了鲁迅的五篇小说、两篇杂文。斯诺称姚克为“能干的合作者”，“一位有才能的青年评论家、剧作家和散文家，并且是鲁迅的知友”。该书出版的同月恰逢鲁迅逝世，姚克在鲁迅治丧委员会“治丧办事处”担任祭礼司仪，以及12名为鲁迅抬棺扶灵的「鲁门十二钗」之一。同年11月，姚克发表文章《痛悼鲁迅先生》纪念鲁迅。

### 戏剧生涯
卢沟桥事变后，姚克参与了「中国剧作者协会」并参与抗日三幕剧《保衛盧溝橋》的创作。淞沪会战爆发前，姚克代表中国出使在莫斯科举行的苏联戏剧节，后在美国洛克菲勒基金会的帮助下赴美，在耶鲁大学戏剧系进行研究。1940年回到上海，在圣约翰大学执教，同时与黄佐临、吴仞之合作，参与主持「上海职业剧社」、「金星训练班」、「苦干训练班」等团体，石挥、张伐、黄宗英、上官云珠在内的一批演员均曾受其培训，并创作了《清宫怨》（1941）、《楚霸王》（1944）、《美人计》（1945）等中文戏剧。

### 移居香港与逝世
1948年，姚克在结束上海事务后移居香港。1961年至1967年，姚克在香港中文大学任教，曾任香港中文大学中文系系主任、文学院院长。1969年春，姚克受邀前往美国夏威夷大学任教。1976年返回香港。
文革期间，姚克因《清宫秘史》被时任中央文革小组成员、中共中央办公厅代主任戚本禹点名批评，作品在中国受到禁制。直到1980年3月，姚克才在平反冤假错案期间得到中共中央组织部平反：「姚克三十年代有进步倾向，在中外进步文化交流方面出过力，以后虽在政治上没有继续向进步方面发展，但也没有反动表现。1948年去香港是职业原因，不是政治原因。在港仍是爱国的。解放后我们对他的评价有失公允。文化大革命中又进一步升级。虽然姚克现在国外，也需要给他平反。」，随后，姚克的作品才被允许出版。
1991年12月18日，姚克在旧金山逝世。

## 作品

### 话剧
- 《保卫卢沟桥》（1937）
- 《清宫怨》（1941）
- 《楚霸王》（1944）
- 《美人计》（1945）

### 文集
- 《坐忘集》（1967）

## 影响

### 姚克与《清宫秘史》
1950年3月，香港永华影业公司拍摄的电影《清宫秘史》开始在中国北京、上海等地上映，该电影在姚克授权下改编自姚克1941年创作的话剧《清宫怨》。电影上映时颇获好评，被誉为爱国影片。3月21日，人民日报发表文章《对〈清宫秘史〉的看法》，评价光绪「是一个有爱国思想的皇帝」，对电影持褒义。但电影受到时任中共中央宣传部电影处副处长江青的指责，电影在5月3日被突然停映。
1954年9月，毛泽东在信件中提到：「被人稱為愛國主義影片而實際是賣國主義影片的《清宮秘史》，在全國放映之後，至今沒有被批判。」。从此《清宫秘史》在中国被指责为「卖国主义」电影。1963年，程季华在其主编的《中国电影发展史》中评价《清宫秘史》「是用唯心主义的历史观来表现历史的……更为荒谬的是，他以光绪皇帝、改良派和帝国主义为矛盾冲突的一方，而以慈禧和义和团为矛盾冲突的另一方，这样就一方面美化了帝国主义对中国侵略的本质，同时也夸大了资产阶级改良派变法运动的进步意义；而另一方面，则歪曲和丑化了义和团的反帝运动，把义和团和慈禧、保守派等同起来，把义和团反对帝国主义侵略的爱国行动写成一种野蛮排外运动。这显然是对义和团的污蔑，对中国人民革命传统的污蔑，对中国历史的污蔑。」。
随着文化大革命的开展，对《清宫秘史》的批判逐渐政治化。1967年4月1日，人民日报刊发了由戚本禹个人署名发表的批判《清宫秘史》文章《爱国主义还是卖国主义？——评反动影片〈清宫秘史〉》，批评姚克「是一个坚持反革命立场的反动文人。他曾经编辑过反动的《天下》月刊，反对中国革命，积极为英、美帝国主义和买办资产阶级效劳。后来，又投靠国民党反动派，并不断写点反动的、黄色的剧本。他是反动统治阶级的一条小走狗。」并且影射刘少奇「是假革命、反革命，你就是睡在我们身边的赫鲁晓夫！」

## 家庭
姚克祖籍安徽歙县，祖父曾是清朝举人，开店经商为生。父亲姚文倬为清末进士，姚克出生时任福建兴泉永道道员补福建提学。文化大革命后，姚克提到自己与姚文元、江青有亲戚关系，称姚文元之父姚蓬子「是我的从堂侄儿，他的儿子姚文元当然是我的从堂侄孙」；江青的前夫唐纳「应该叫我舅表叔，而江青与唐纳结合的短时期中，也应该如此称呼我才对。」。
姚克一生有三段婚姻，在淞沪会战爆发后，姚克滞留英国时认识了一名英国女子，结离婚日期不详。随后先后与上官云珠、吴雯结婚：
- 上官云珠（1920年3月2日—1968年11月23日）：1943年5月，姚克与演员上官云珠结婚，上官云珠1944年7月9日生下一女姚姚，不久后协议离婚。1968年11月23日逝世，终年48岁。
  - 姚姚（1944年8月10日—1975年9月23日）：姚克与上官云珠之女，1975年9月23日逝世，终年30岁。
- 吴雯（？—2010年7月29日）：1947年5月16日，姚克与吴雯在南京结婚，两人共育有5名子女。